# Azul Linhas Aéreas Brasileiras

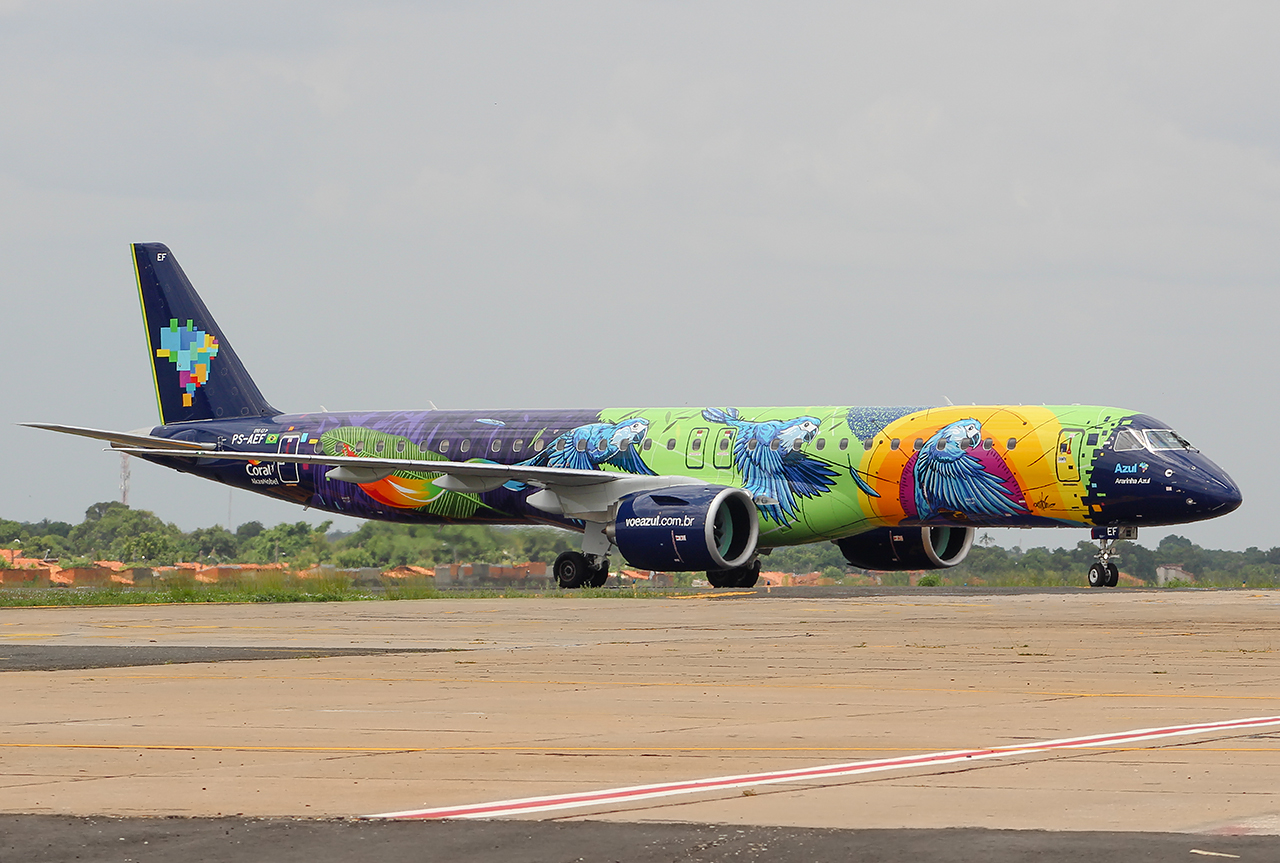
Embraer E195-E2 (ERJ 190-400 STD) PS-AEF

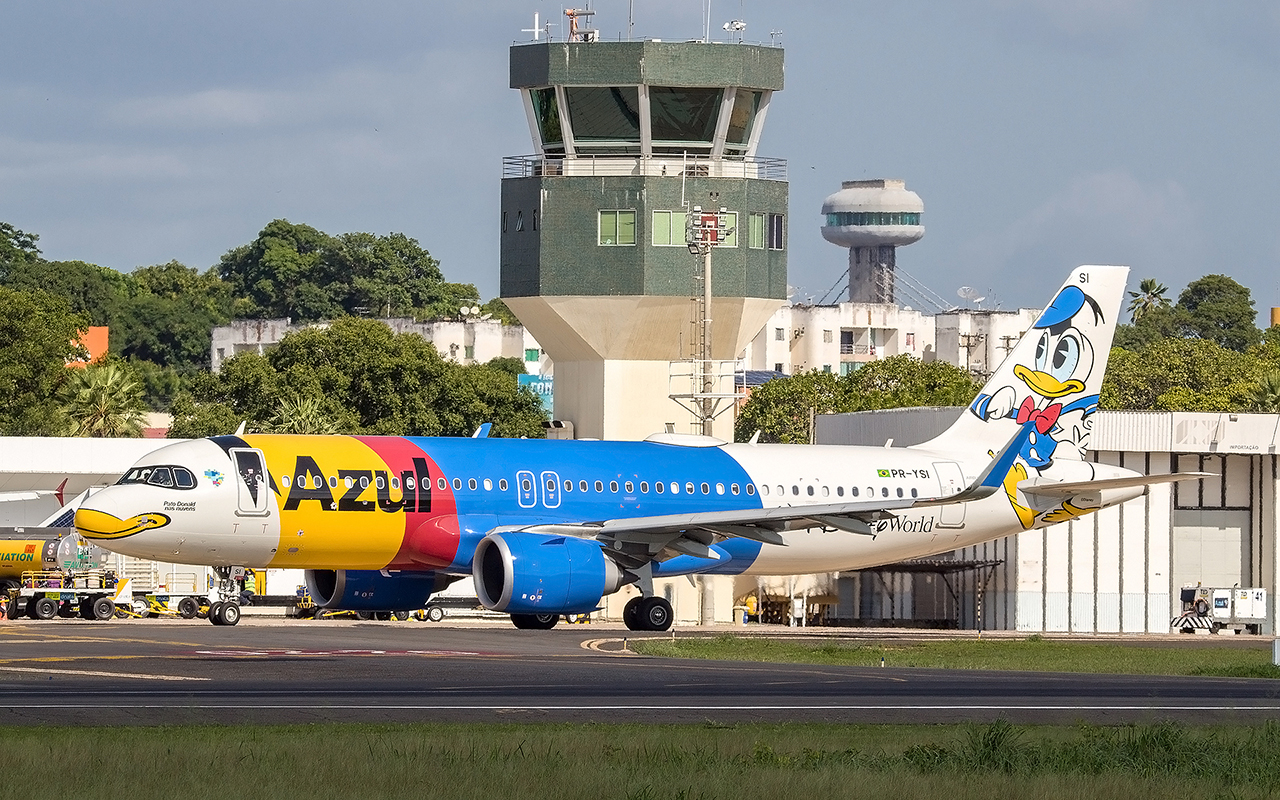
Airbus A320-251N PR-YSI (Azul Linhas Aéreas (Donald Duck Livery) Aeroporto de Teresina - PI

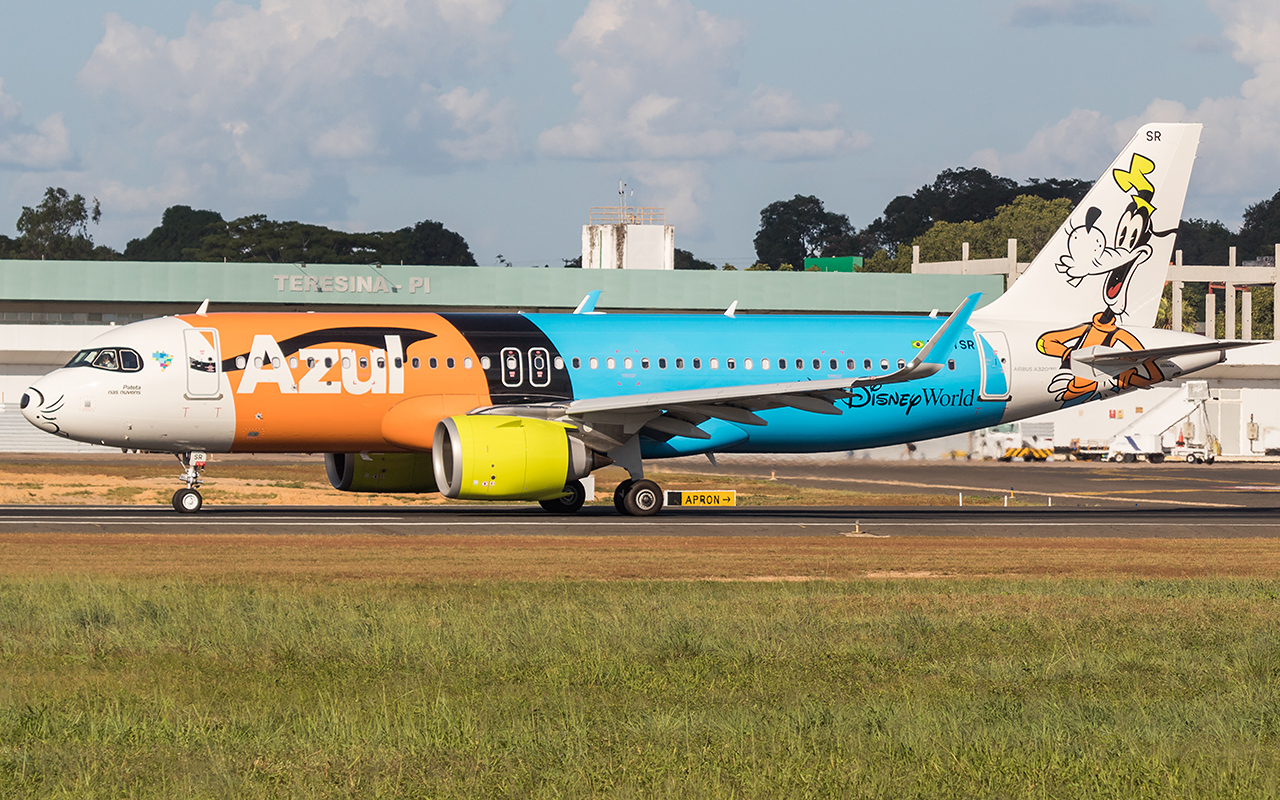
Airbus A320-251N PR-YSR (Azul (Goofy - Walt Disney World Livery) Aeroporto de Teresina

Azul Linhas Aéreas Brasileiras é uma companhia aérea brasileira, com sede em Barueri, no estado de São Paulo. Foi fundada e homologada em 2008 por David Neeleman.
Seus dois principais centros de operações atualmente são os aeroportos de Viracopos e Confins. A sede administrativa da companhia fica no bairro de Alphaville, na região da Grande São Paulo. A Azul registrou aproximadamente 15.400 funcionários em 2024.
Sua frota doméstica e regional é formada por aeronaves ATR-72, Embraer E-Jets, A320Neo e Airbus A321Neo. Utiliza ainda os Airbus A330 e A330Neo nas rotas intercontinentais.

## História
David Neeleman, brasileiro criado nos Estados Unidos, que também foi o co-fundador da WestJet e da Morris Air, após sofrer afastamento da presidência da companhia que ele mesmo fundou, a JetBlue Airways, começou a anunciar, em março de 2008, seus planos de fundar uma nova companhia aérea low-cost no Brasil. Mesmo sem nome definido, a empresa já tinha uma encomenda de 36 aeronaves do tipo E-195 da Embraer com opção de 40 unidades em um contrato estimado em 3 bilhões de dólares.

### Escolha do nome
Para definir o nome da nova operadora aérea, Neeleman criou um website onde o público poderia registrar sugestões de nomes. Depois de cadastrados quase 110 mil usuários, as melhores sugestões foram selecionadas e colocadas novamente para votação. Entre os finalistas, estavam Abraço, Alegria, Azul, Samba e uma grande variedade de nomes com a palavra Brasil que não puderam ser usados pois já estavam registrados.
Além do nome, também foram colocadas enquetes para definir as cores das aeronaves, o tipo de serviço de bordo e o estilo dos uniformes da tripulação. Para chamar a atenção do público, Neeleman anunciou que o primeiro internauta que sugerisse o nome escolhido ganharia passe vitalício na nova companhia com direito a um acompanhante.
Após um mês recolhendo sugestões e votos, o nome "Azul Linhas Aéreas Brasileiras" foi escolhido, apesar de não ter sido a opção mais votada. Neeleman justificou a sua decisão dizendo que o nome Azul inspira sentimentos positivos, remete ao céu e é mais neutro do que Samba, nome que de fato recebeu mais votos. Neeleman concedeu o prêmio tanto para o internauta que sugeriu o nome Azul quanto ao que sugeriu o nome Samba.

### Começo das operações
Em 7 de novembro de 2008, a empresa recebeu, da Agência Nacional de Aviação Civil (ANAC), o Certificado de Homologação de Empresa de Transporte Aéreo. Assim, pôde começar a solicitar os Horários de Transporte (HOTRAN), que são autorizações para operação de transporte comercial aéreo no Brasil. No quadro executivo inicial, se encontravam, entre outros, David Neeleman como CEO, Pedro Janot como presidente, Miguel Dau como COO/Vice-Presidente Técnico-Operacional, Gianfranco Beting como diretor de marketing e John Rodgerson como vice-presidente financeiro. A Azul iniciou a venda de passagens no dia 4 de dezembro de 2008.
O voo inaugural aconteceu em 15 de dezembro de 2008 fazendo a rota entre Campinas e Salvador e, posteriormente no mesmo dia, entre Campinas e Porto Alegre. No primeiro dia de operação, a taxa de ocupação das aeronaves foi de 62%, igualando a média de ocupação para voos nacionais de outras companhias aéreas daquele mesmo ano. Em janeiro de 2009, a Azul já operava também rotas entre Campinas, Curitiba e Vitória e planejava o início das operações para o Rio de Janeiro, no Aeroporto Santos Dumont. Nesse mesmo mês, a Azul iniciou o serviço de ônibus executivo para transladar passageiros entre o centro metropolitano de São Paulo e o aeroporto de Viracopos, seu hub operacional.

### Aeroporto Santos Dumont

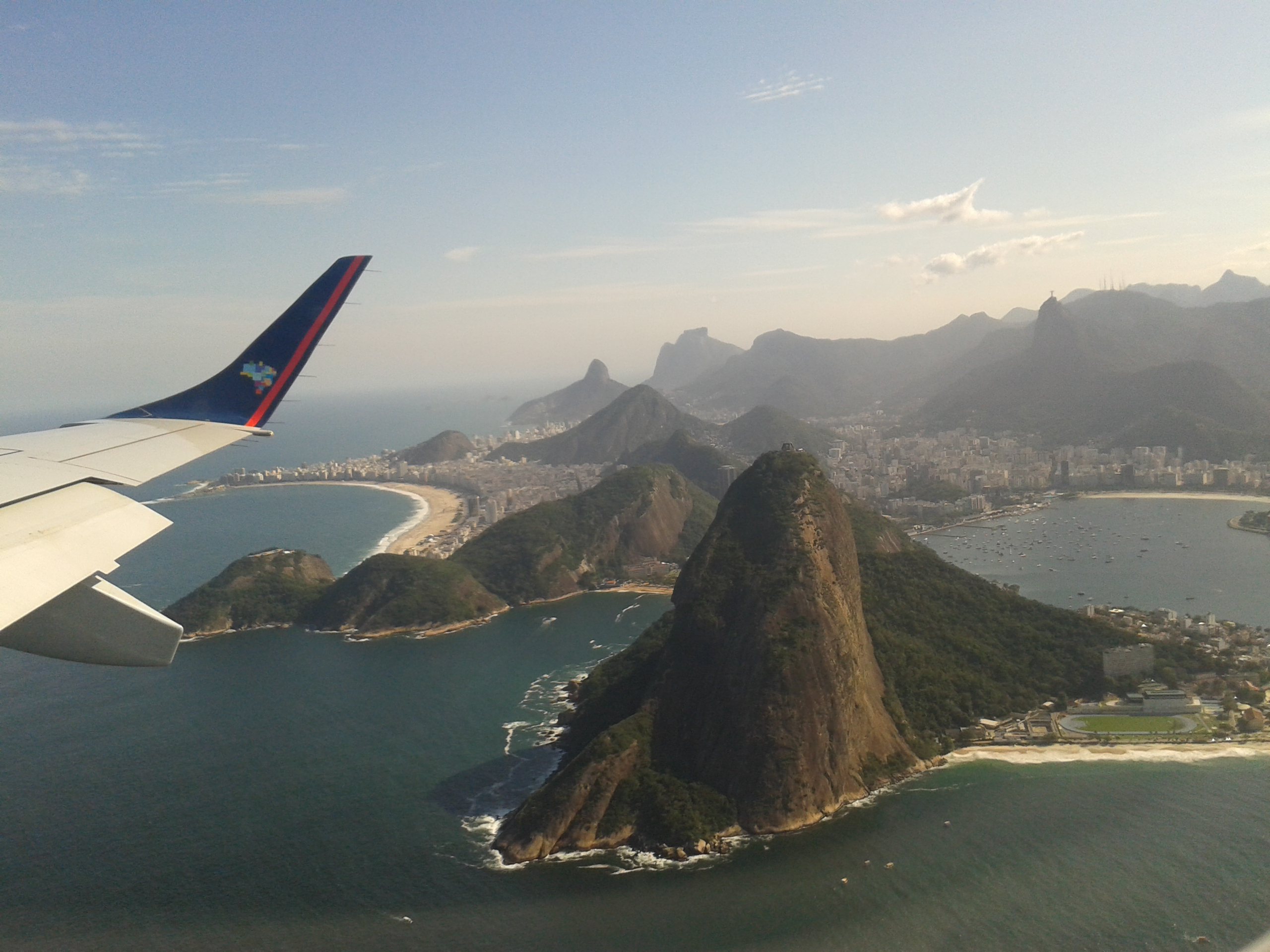
Embraer 195 da Azul, sobrevoando o Rio de Janeiro.

Após o início das operações, a Azul entrou com o pedido para fazer a rota entre Campinas e o Rio de Janeiro utilizando o aeroporto Santos Dumont, mas o pedido foi negado pela ANAC porque havia uma portaria do antigo Departamento de Aviação Civil, ainda em vigor na época, limitando o tráfego de aeronaves no aeroporto. Poderiam pousar ali apenas aeronaves vindas de dentro do estado do Rio ou que decolaram do aeroporto de Congonhas e só poderiam decolar do Santos Dumont aeronaves do tipo turboélice com 50 assentos ou menos. Portanto, devido à configuração de suas aeronaves, a Azul só poderia operar no Rio dentro do aeroporto do Galeão.
Com a recusa da ANAC, a Azul entrou com um processo na justiça para obter o direito de operar no aeroporto, uma vez que ela seguia todas as normas de segurança vigentes e a ANAC, de acordo com a lei que a criou, não poderia impedir a exploração comercial do aeroporto dentro dessas condições. A agência foi obrigada por decisão judicial a reavaliar o pedido de operação e em seguida acabou revogando a portaria que limitava o aeroporto pois considerou que a indústria aeronáutica e os passageiros do Rio se beneficiariam mais sem as limitações.
A decisão da ANAC gerou forte oposição do então governador Sérgio Cabral Filho. Na tentativa de proteger as operações no aeroporto Galeão, que estava visado à privatização, chegou a ameaçar aumentar o Imposto sobre Circulação de Mercadorias e Serviços (ICMS) do combustível e não renovar a licença ambiental do aeroporto para inibir a operação das companhias aéreas. Sérgio Cabral, em entrevista, ridicularizou David Neeleman pelo seu sotaque americano e o chamou de "gringo" e "lobista".
Em 2014, foi considerada a terceira maior companhia aérea do Brasil em número de passageiros, a segunda maior em frota de aeronaves e a maior em número de destinos oferecidos (106), operando em 98 aeroportos no território brasileiro e em 8 internacionais. Em 2016, a Azul teve uma participação de mercado de 17,19% do total de assentos oferecidos em voos domésticos e 9,22% em voos internacionais, sendo a companhia que mais cresce em termos de passageiros por quilômetro voado. Em 2014, tornou-se uma companhia aérea de bandeira do Brasil ao começar rotas internacionais.
Em abril de 2017, na quarta tentativa, abriu sua estrutura societária em São Paulo; cujo sucesso naquelas duas primeiras ofertas foi, segundo a Reuters, de cinco vezes mais investidores que ações.

### Fusão com a TRIP

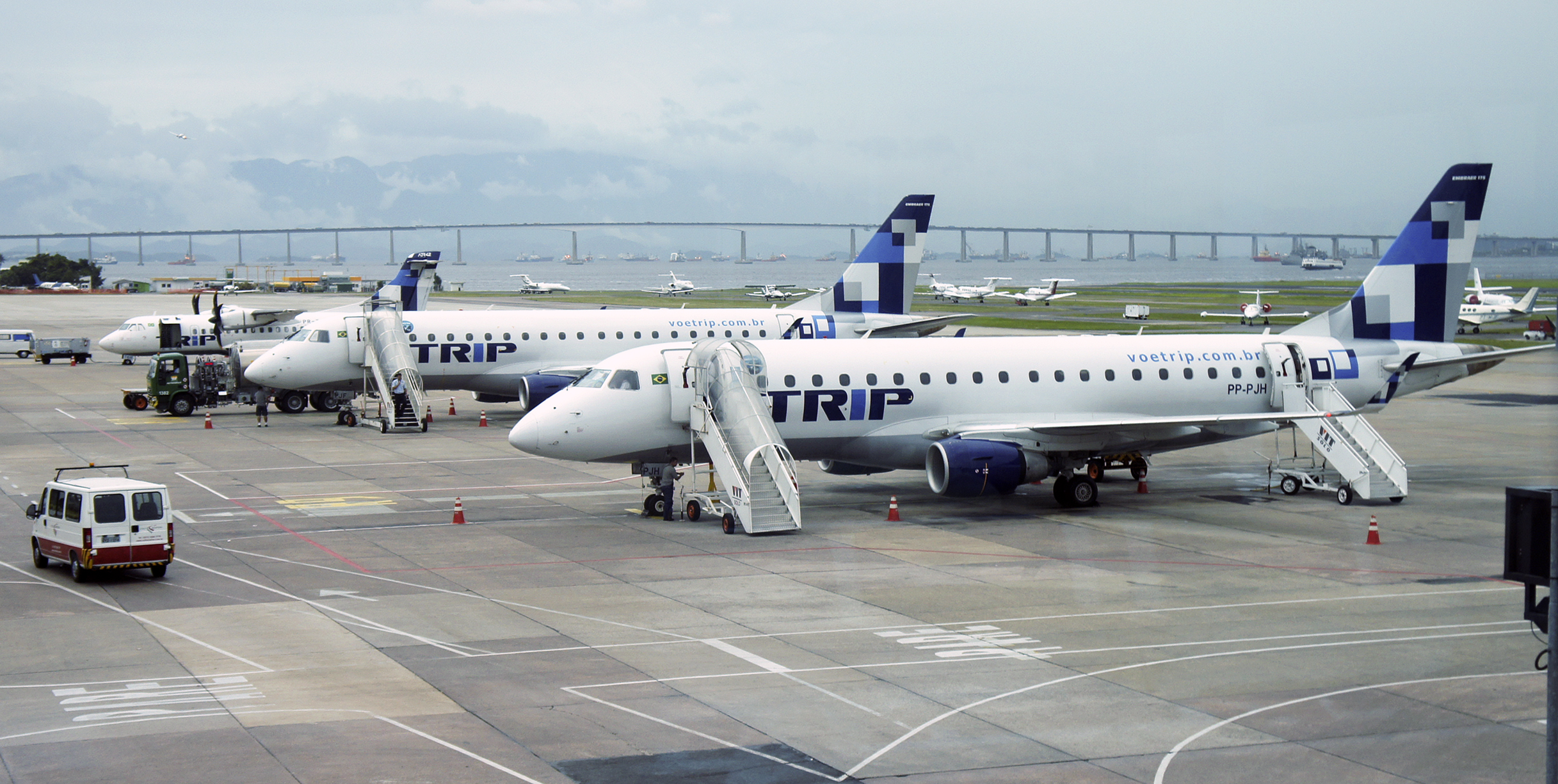
Aviões da TRIP no Aeroporto Santos Dumont

Em maio de 2012, a Azul e a TRIP anunciaram uma fusão. A TRIP era até então a maior empresa aérea regional na América Latina e somada com a Azul, tinham participação no mercado doméstico de mais de 14%. Enquanto aguardavam a aprovação da fusão pela Agência Nacional de Aviação Civil (ANAC) e pelo Conselho Administrativo de Defesa Econômica (CADE), as companhias operaram de forma independente com Code Share, unindo suas malhas e o serviço de bordo. Como resultado a Azul passou a ter um mercado maior na região norte e alguns aeroportos regionais, como o Aeroporto da Pampulha em Belo Horizonte, assim como passou a ter voos saindo do Aeroporto Internacional de Guarulhos.
A fusão foi aprovada pela ANAC em novembro de 2012 e pelo CADE em março de 2013, a companhia resultante permaneceu com o nome Azul e englobou algumas marcas visuais da TRIP, que deixou de operar com este nome. Para referenciar a fusão das companhias, um Embraer e um ATR foram deixados com as pinturas originais da TRIP.

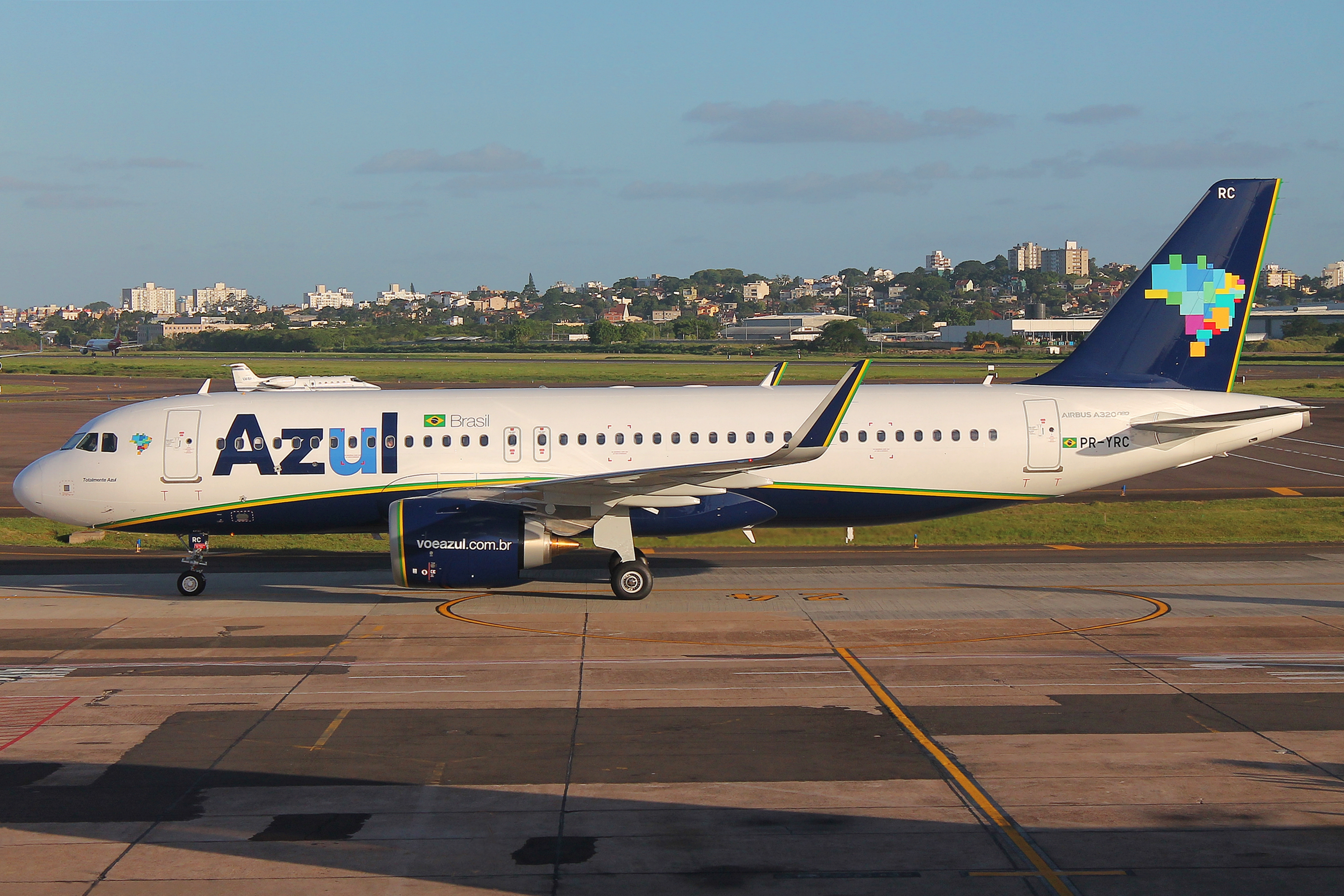
Airbus A320neo da Azul em Porto Alegre.

Em outubro de 2012, enquanto a TRIP e a Azul juntavam suas operações, o aeroporto de Viracopos que na época tinha 85% de suas operações efetuadas pela Azul ficou fechado por quase 46 horas em função de um MD-11 de carga operado pela empresa Centurion Air Cargo que teve avarias no trem de pouso durante aterrissagem no aeroporto. Como em Viracopos só havia uma pista, as operações tiveram que ser suspensas até a retirada do avião e a reconstrução de partes danificadas na pista. Estima-se que 25 mil passageiros foram prejudicados nos 495 voos que foram cancelados. A Azul chegou a interromper a venda de passagens próximas ao dia do ocorrido.

### Compra da TwoFlex
Em janeiro de 2020, a Azul anunciou a compra da Two Flex, empresa aérea ultrarregional sediada em Jundiaí, no interior de São Paulo por R$ 123 milhões. Com a compra, a Azul se beneficiará de novos 36 destinos que podem auxiliar a companhia em acordos de redução de ICMS com os estados brasileiros, além de herdar 14 novos slots (horários de voos) no Aeroporto de Congonhas. Essa compra também servirá como estratégia impedir o crescimento da sua concorrente Gol no mercado regional, que tem, até então, um acordo de venda de passagens com a companhia.
Em maio do mesmo ano, foi anunciado que a antiga Two Flex se tornaria Azul Conecta, subsidiário que aproveitaria a frota de 18 aeronaves Cessna Grand Caravan, com capacidade para 9 passageiros, para realizar voos regionais.

## Voos internacionais
Em setembro de 2014, a Azul passou a vender passagens para Fort Lauderdale e Orlando. As operações começaram em 1 de dezembro e 15 de dezembro, respectivamente. Para as rotas internacionais, a companhia começou a utilizar os novos Airbus A330. A Azul iniciou, em 20 de agosto, operações entre Belém e Caiena, capital da Guiana Francesa. A partir de dezembro de 2015, passou a fazer a rota Viracopos – Punta del Este, e passou a operar voos entre Belo Horizonte e Orlando.

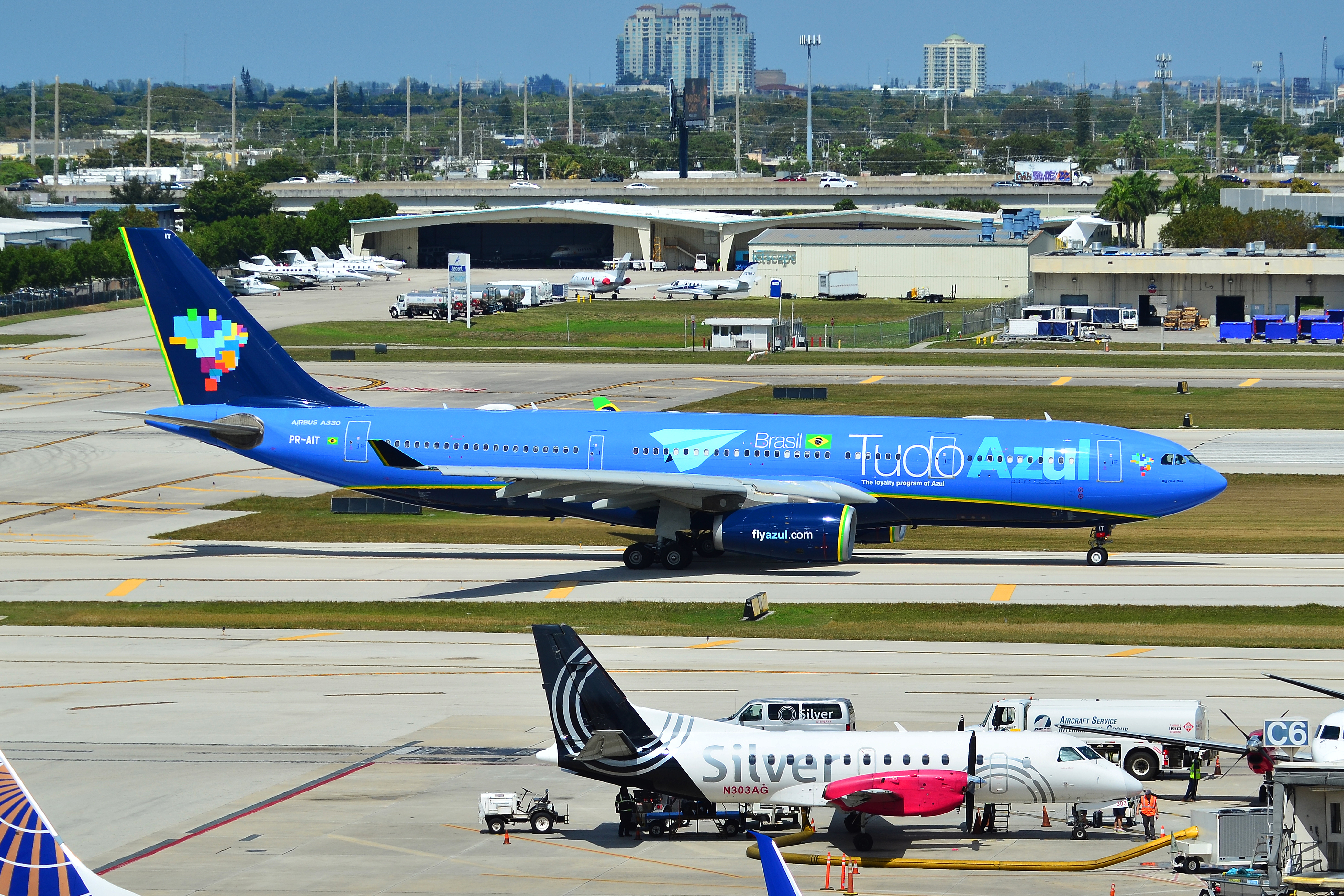
Airbus A330-200 da Azul em Fort Lauderdale.

Em maio de 2016, a Azul começou a operar de Porto Alegre para Montevidéu, além disso iniciou-se os voos conectando Viracopos e Lisboa. A Azul passou a voar de Recife para Orlando em dezembro de 2016, em voos diretos com o Airbus A330. Em 6 de março de 2017, passou a operar voos diretos entre Belo Horizonte e Buenos Aires. Em 8 de dezembro de 2017, a Azul passou a operar voos diretos ligando Belém a Fort Lauderdale. As operações entre as duas cidades são realizadas com os moderníssimos Airbus A320neo.

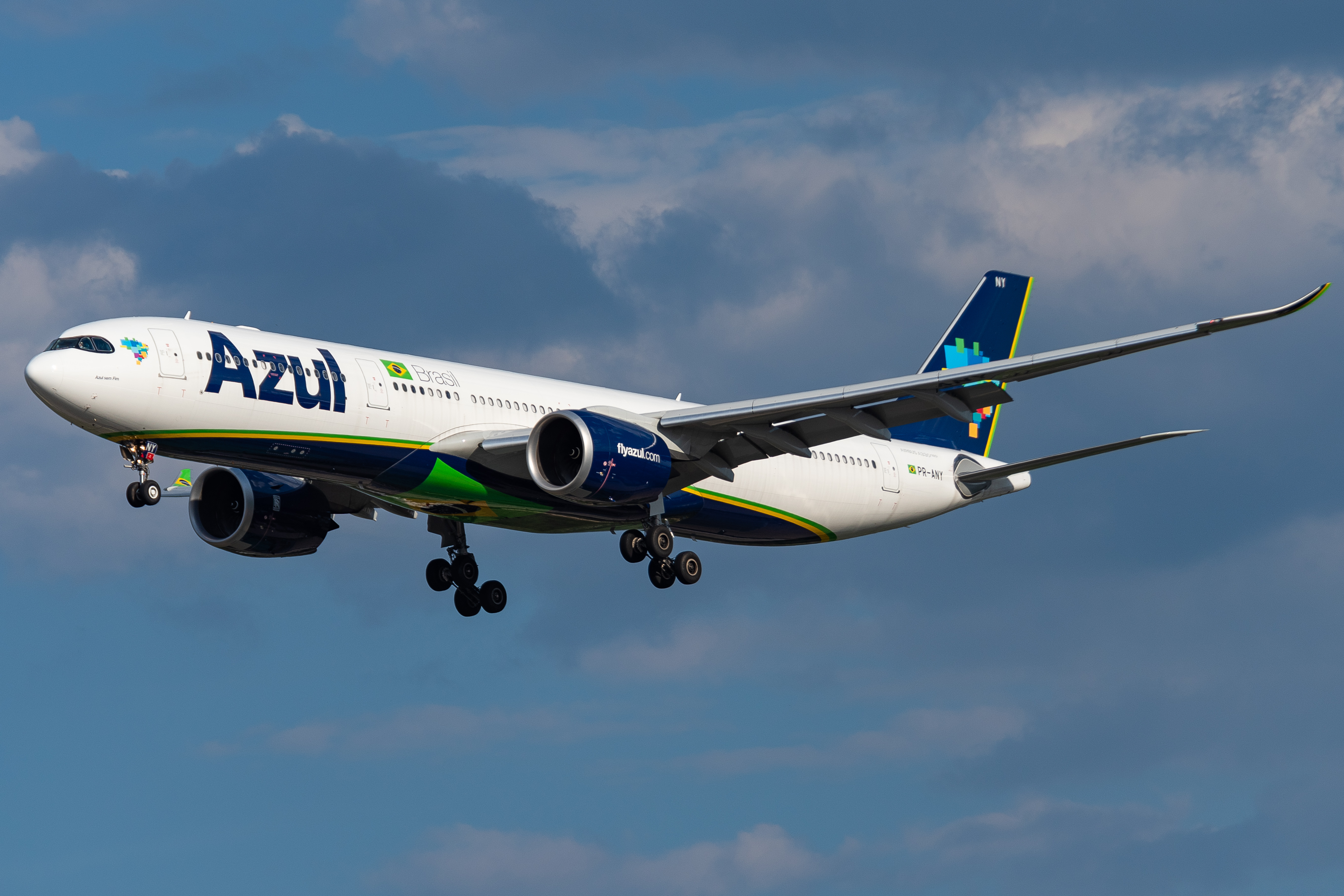
Airbus A330-900 da Azul em Pequim.

A empresa ampliou suas operações internacionais a partir de Recife, com voos diretos ligando as cidades argentinas de Córdoba e Rosário. Os voos tiveram suas estreias nos dias 1 e 3 de julho de 2018, respectivamente, e são operados com as aeronaves Airbus A320neo. Além disso a Azul anunciou voos de Cuiabá para Buenos Aires, e Santa Cruz de La Sierra, também com os Airbus A320neo, além de um voo de Campinas para Bariloche e outro para o Porto. Em 26 de abril de 2023, a Azul Linhas Aéreas anunciou voos diretos de Campinas para Paris, França.

## Parcerias
Em 11 de junho de 2015, o consórcio "Gateway" liderado por David Neeleman, em parceria com Humberto Pedrosa do Grupo Barraqueiro, foi o vencedor à privatização da TAP Air Portugal, assumindo o controle de 61% do capital da companhia portuguesa. A Azul não estava envolvida no processo do seu fundador, mas chegou a parabenizá-lo em informativo oficial para imprensa brasileira.
Em 26 de junho de 2015, a United Airlines anunciou a compra de 5% das ações da Azul. O negócio custou US$ 100 milhões, deu o direito à United de um assento no conselho administrativo da Azul e juntou as malhas das companhias através de acordo codeshare pela qual, juntas, as companhias somam 450 destinos e mais de 6000 voos diários. Em 2020, a United aumentou para 8% sua participação na Azul.
Em agosto de 2015, a Azul anunciou a aposentadoria das aeronaves dos modelos ATR 42-500 e ATR 72-500 e sua substituição e padronização pelo modelo ATR 72-600 para renovação de frota e adequação operacional da malha. Em setembro, Cláudia Fernandes assumiu como nova diretora de marketing
Em setembro de 2015 a Azul foi processada pela Associação Brasileira das Operadoras de Turismo (Braztoa) por prática anticoncorrencial ao limitar o acesso a tarifas mais baratas apenas para sua própria operadora de turismo, a Azul Viagens. O processo encaminhado ao CADE multou a Azul em R$ 1,4 milhão por ocultar que a agência pertencia ao mesmo grupo que a companhia. Eventualmente, em recurso, o processo foi arquivado pois na interpretação do CADE não houve conduta indevida.

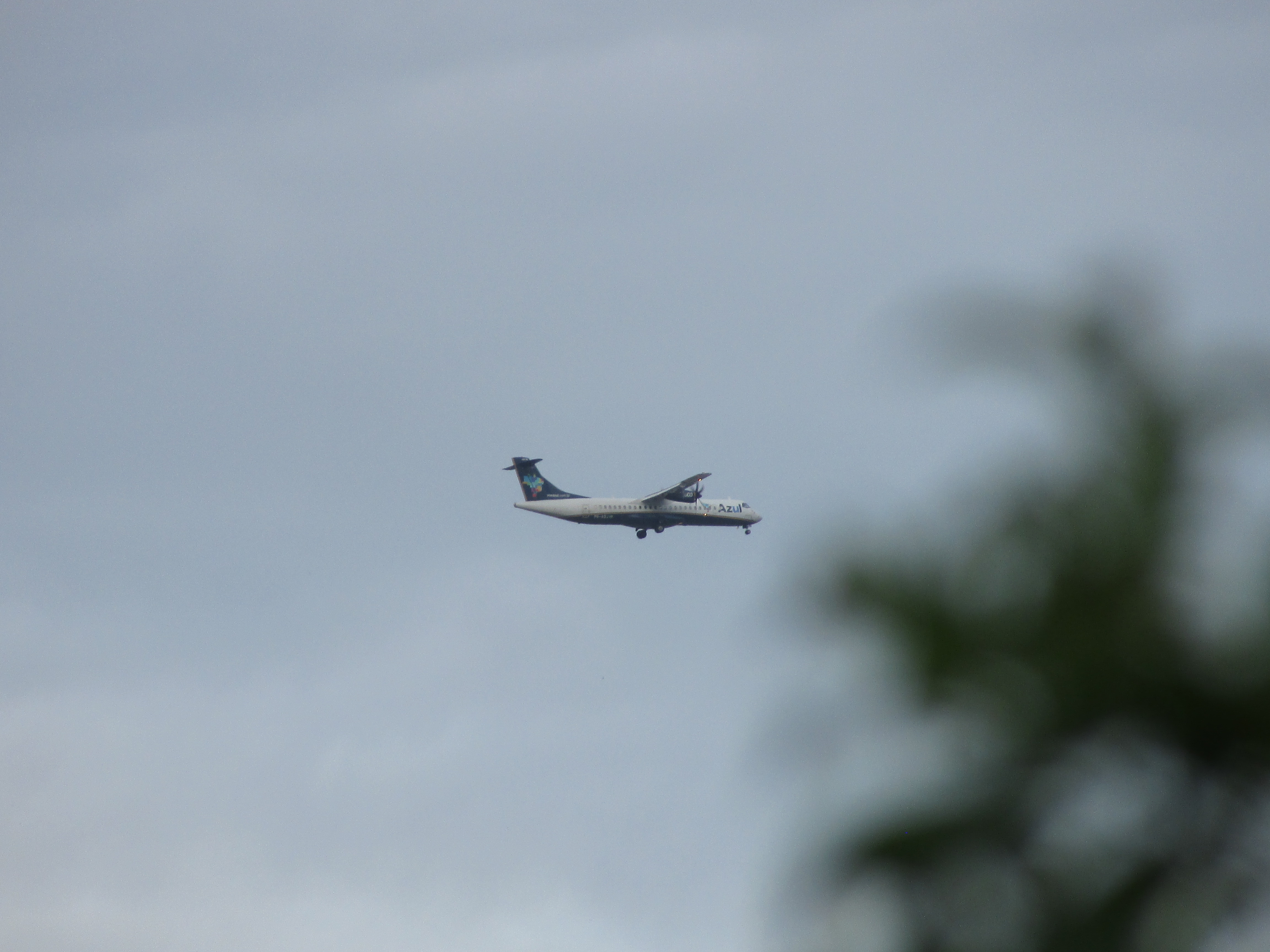
Sobrevoando a cidade do Recife

Em 24 de novembro de 2015, a Azul confirma a venda de 23,70% de seu próprio capital para o grupo chinês HNA Group, um conglomerado com diversas companhias da área de aviação que avaliou Azul em mais de R$ 7 bilhões. O investimento foi de R$ 1,7 bilhão e deu direito a um assento no conselho de administração.
Um dos requisitos do negócio com o HNA Group foi que a Azul teria que ser investidora direta da TAP Air Portugal, então em 21 de março de 2016 a empresa anunciou o investimento de US$ 100 milhões em títulos conversíveis em ações preferenciais da TAP que deram o direito à Azul de aproximadamente 40% do valor econômico da empresa aérea portuguesa. O anúncio veio logo depois da Azul ser autorizada pela ANAC a fazer frequências semanais para Lisboa.
Em 2020, firmaram parceria com a Latam Airlines Brasil para conectar rotas no Brasil através de code-share. A parceria também envolvia o programa de benefícios (passageiro frequente), no qual, mais de 12 milhões de clientes TudoAzul e 37 milhões da Latam Pass ganhariam pontos no programa desejado. Em maio de 2021, a Latam encerrou o acordo de codeshare.
Em 2023, a empresa aérea anunciou uma parceria com o Mercado Livre para fazer entregas de pequenas correspondências para todo o território nacional. 2 modelos Embraer E195 E1 já foram cedidos para pinturas.

## Subsidiárias

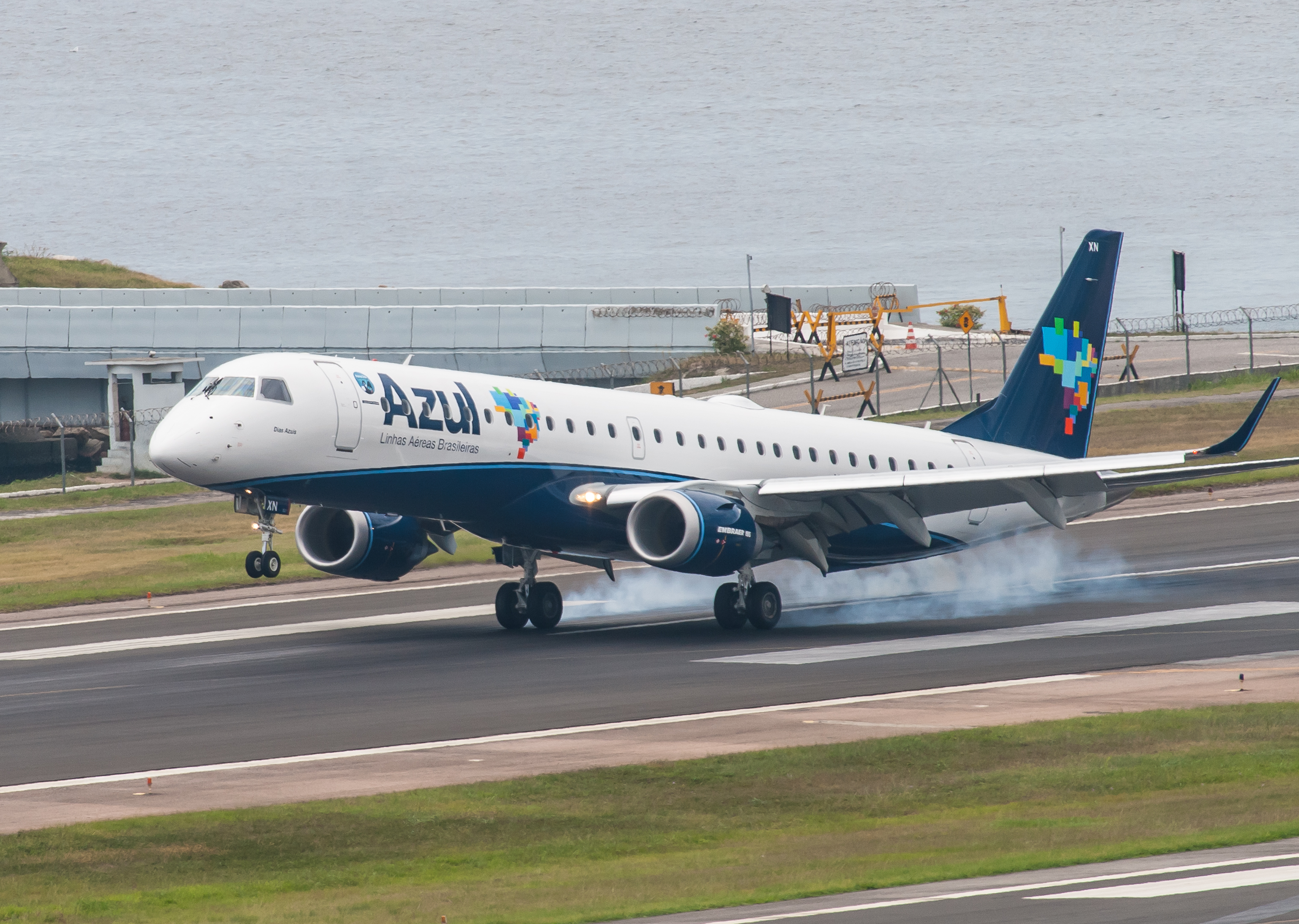
Embraer 195 da Azul pousando no Aeroporto Santos Dumont, no Rio de Janeiro.

### TudoAzul
Em junho de 2009, a Azul completou seis meses de operação, tendo transportado mais de 600 000 passageiros e operando em 13 destinos. A companhia virou a terceira maior operadora de transporte aéreo no Brasil em número de passageiros e registrava 4% de participação de mercado com uma ocupação média de 76%. Neeleman referenciou o sucesso empresarial da Azul ao compará-la com sua companhia anterior, a JetBlue, que atingiu a mesma participação de mercado somente após 10 anos de operação. No mesmo mês, a Azul lançou o seu programa de fidelidade, o Tudo Azul, diferente dos outros programas existentes na época por não acumular milhas e sim pontuação com base no valor pago pela passagem.

### Azul Cargo Express
Em agosto de 2009, a Azul começa a operar a Azul Cargo, unidade de negócios destinada a fretar carga aérea de pequenas encomendas transportadas no porão das aeronaves nos voos de passageiros e otimizando a utilização das aeronaves nos aeroportos de Viracopos, Fortaleza, Salvador e Recife. Em Novembro do mesmo ano, passou a oferecer também o serviço porta a porta de entregas expressas.
A expansão das operações da Azul no aeroporto de Viracopos fez com que outras companhias aumentassem também a oferta de assentos, acirrando a concorrência e, no mesmo ano, o aeroporto registrou alta de 146%, atingindo marca histórica em quantidade de passageiros. No final de 2010, o movimento de passageiros no aeroporto triplicou e virou a terceira opção para passageiros da área metropolitana de São Paulo, logo após Guarulhos e Congonhas.
A Azul Cargo opera diariamente uma rede integrada formada por aeronaves, veículos, sistemas e equipe especial. Esta rede possibilita a exploração de novos mercados e abre oportunidades para estabelecer relações fortes e duradouras com os seus clientes. Em 2014, a Azul Cargo Express iniciou voos regulares para Fort Lauderdale, Orlando e Lisboa, abrindo novas possibilidades de negócios com o mercado internacional.
Em 10 de abril de 2018, a Azul anunciou um acordo para incorporação de duas aeronaves cargueiras em sua frota, modelo Boeing 737-400F, para atender o rápido crescimento de sua unidade de cargas, a Azul Cargo Express. Os novos aviões devem entrar em operação no início do segundo semestre de 2018. Com os cargueiros, a Azul Cargo Express espera ter mais flexibilidade para definir as estratégias de malha, fortalecendo a capacidade de ofertar soluções customizadas para os Clientes e ampliando os negócios da unidade de cargas da comp

## Frota
A frota comercial da Azul é a mais diversificada entre as companhias nacionais, com a composição do ATR-72-600 para rotas regionais; Embraer E190 e E195 (sendo substituídas pelos E195-E2) e Airbus A320neo e A321neo para voos nacionais; Airbus A330-200 (sendo substituídos pelos A330-900neo) para voos internacionais, além dos Boeing 737-400SF que operam exclusivamente para voos de carga.
| Aeronave                 | Total | Pedidos | Passageiros | Passageiros | Passageiros | Notas |  |
| Aeronave                 | Total | Pedidos | B           | E           | T           | Notas |  |
| ------------------------ | ----- | ------- | ----------- | ----------- | ----------- | --- |  |
| Airbus A321P2F           | 2     | -       | -           | -           | -           | Uso exclusivo para transporte de cargas                                                                                 |  |
| Airbus A320neo           | 51    | 63      | –           | 174         | 174         | |  |
| Airbus A320neo           | 51    | 63      | -           | 165         | 165         | As aeronaves com configuração de 165 assentos, são provenientes da extinta Avianca Brasil                               |  |
| Airbus A321neo           | 6     | 12      | -           | 214         | 214         | |  |
| Airbus A330-200          | 5     | -       | 20          | 252         | 272         | |  |
| Airbus A330-200          | 5     | -       | 36          | 206         | 242         | |  |
| Airbus A330-900neo       | 7     | 6       | 34          | 264         | 298         | |  |
| ATR 72-600               | 40    | 5       | –           | 70          | 70          | |  |
| Cessna 208B Gran Caravan | 24    | –       | –           | 9           | 9           | Pertencente a Azul Conecta                                                                                              |  |
| Embraer 195              | 45    | –       | –           | 118         | 118         | |  |
| Embraer 195 E2           | 31    | 75      | –           | 136         | 136         | A empresa fechou acordo para compra de 75 aeronaves, a soma de 24 novos jatos aos 51 modelos encomendados anteriormente |  |
| Pilatus PC-12            | 2     | -       | -           | 8           | 8           | Aviões Particulares Da Azul                                                                                             |  |
| Total de aeronaves       | 214   | 161     |             |             |             | |  |

## Acordos

### Interline
- Aerolíneas Argentinas (SkyTeam)
- Air Europa (SkyTeam)
- Copa Airlines (Star Alliance) [102]
- Etihad Airways[103]
- Hahn Air
- Hainan Airlines[104]
- Lufthansa (Star Alliance)

### Codeshare
- JetBlue Airways[105][106][107]
- United Airlines (Star Alliance)[72]
- TAP Air Portugal (Star Alliance)[90]
- Ethiopian Airlines (Star Alliance)[108]
- Turkish Airlines (Star Alliance)[108]
- Avianca Colômbia (Star Alliance)
- Beijing Capital Airlines
- ITA Airways (SkyTeam)
- WestJet Airways

## Entretenimento
No primeiro semestre de 2012, um sistema de entretenimento foi implantado nas aeronaves da companhia. O sistema é oferecido em parceria com a SKY e a programação é transmitida via satélite para as aeronaves. Ter entretenimento nas aeronaves era uma das promessas do fundador David Neeleman desde a criação da empresa. Em outubro de 2012, foi lançado o pacote de entretenimento completo. O sistema foi instalado em quase todas as aeronaves Embraer 190 e 195 num investimento total de R$ 100 milhões.

## Recordes
A Azul é a empresa aérea que mais rapidamente chegou a um milhão de passageiros transportados no mundo com menos de oito meses de operações, em agosto de 2009. O recorde anterior pertencia à JetBlue Airways, que havia conquistado essa marca com 10 meses de operação.
A Azul possui o recorde de transportar mais de 2 milhões de passageiros durante seu primeiro ano, em 2009, e foi a primeira companhia aérea a atingir a marca de 5 milhões de passageiros em menos de dois anos de operação. Nos anos de 2009 e 2010 a Azul foi eleita a empresa aérea mais pontual do Brasil e em 2015 foi eleita a companhia aérea de baixo custo mais pontual do mundo.
Em julho de 2020, a Azul foi eleita a melhor companhia aérea do mundo pelo TripAdvisor.

## Ônibus

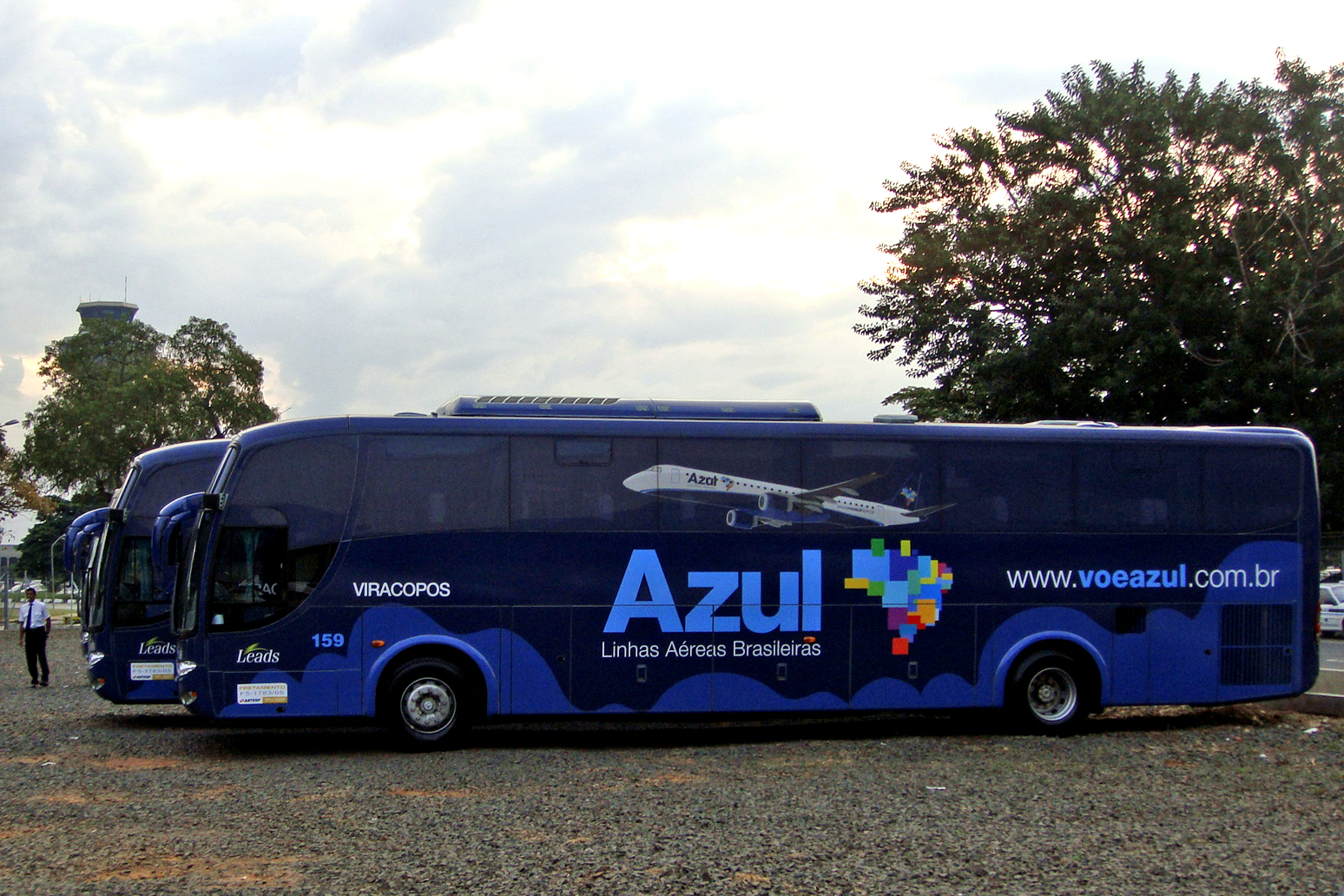
Ônibus da Azul

Para conectar a área metropolitana de São Paulo ao seu principal hub de operação, o aeroporto de Viracopos em Campinas, a Azul iniciou, em 14 de janeiro de 2009, o serviço de translado por ônibus executivo, primeiro conectando o aeroporto ao Shopping Villa-Lobos e depois expandindo e alterando para vários pontos da capital paulista e da Grande São Paulo. Os serviços de Viracopos eram inicialmente operados pela empresa Leads, mas em 2013 a Azul trocou o contrato para a Viação Lira, que opera com nome fantasia Lirabus. As linhas de Navegantes (SC) são operadas por outra empresa de ônibus. As linhas contemplam atualmente:
São Paulo (Capital e grande São Paulo)
- Aeroporto de Congonhas
- Shopping Eldorado
- Shopping Tamboré
- Terminal Barra Funda

São Paulo (Interior)
- Campinas (Viracopos)
- Sorocaba

Santa Catarina
- Blumenau - Navegantes
- Navegantes - Balneário Camboriú

## Acidentes e Incidentes

### Acidentes
A companhia não teve nenhum acidente com fatalidade, apenas incidentes.

### Incidentes
- 20 de junho de 2009 – No voo AD4164 que transportava 100 pessoas de Campinas a Porto Alegre com escala em Navegantes, o piloto em comando teve que abortar a decolagem em Navegantes devido a uma falha de motor. Ninguém se feriu.[121]
- 24 de novembro de 2009 – No voo AD4061 que transportava 94 pessoas de Salvador para Campinas, uma despressurização na cabine do avião Embraer 190 ocasionou o acionamento das máscaras de oxigênio e levou a tripulação a iniciar uma descida de emergência para 10 000 pés (3 050 metros) acima do nível médio do mar. O avião retornou a Salvador e pousou em segurança. Ninguém se feriu.[122]
- 8 de junho de 2010 – Um Embraer E-190 (registro PR-AYB), operando o voo AD4095, pousou bruscamente no Aeroporto de Curitiba, o que fez a aeronave voltar ao voo e o comandante arremeter para tentar o pouso novamente. Nenhuma das 104 pessoas a bordo se feriu e a aeronave sofreu danos leves devido ao atrito com a pista.[123]
- 22 de setembro de 2011 – No voo AD4311 que transportava 54 pessoas de São José do Rio Preto para Campinas, o motor turboélice esquerdo do avião ATR-72 soltou fogo e faíscas aproximadamente 12 minutos após a decolagem. Ninguém se feriu e a aeronave foi recolhida para manutenção.[124]
- 30 de outubro de 2011 – Um Embraer 190 que operava o voo AD9136 de Fortaleza para Campinas, com escalas em Teresina, São Luís e Belo Horizonte, levando 80 passageiros e 4 tripulantes, acabou errando seu trajeto e aterrissou no Aeroporto Domingos Rêgo no município de Timon, Maranhão, 5,7 km a oeste do Aeroporto de Teresina. Logo que constatou o erro, o piloto do avião decolou novamente para Teresina e aterrissou com 20 minutos de atraso. Após o incidente, o voo seguiu suas escalas normalmente até chegar ao seu destino final.[125][126]
- 28 de setembro de 2012 – Um ATR-72 (registro PR-ATH) perdeu o controle no solo após pouso com forte vento de lateral no Aeroporto de Cascavel e do piloto tentar desviar de obstáculos próximos da pista. Ninguém se feriu e a aeronave sofreu danos leves na carenagem do trem de pouso.[127]
- 26 de julho de 2013 – Um turboélice do modelo ATR 72 realizando voo AD5591 de Maceió para Salvador com 58 passageiros e 4 tripulantes a bordo, foram detectadas graves vibrações em ambos os motores. A tripulação desligou intencionalmente os dois motores para de recuperar o controle da aeronave. Alguns minutos depois conseguiram ligar os motores. A aeronave alternou para Salvador para pousar em segurança. O CENIPA do Brasil está investigando o caso com apoio da Azul e ATR.[128]
- 14 de dezembro de 2013 – Um Embraer 195 decolou do aeroporto de Viracopos com destino ao aeroporto de Uberlândia, realizando o voo AD6913, derrapou e atolou após o pouso. O piloto não conseguiu frear a aeronave antes do fim da pista, que estava molhada e escorregadia por causa da chuva. Havia mais de 90 passageiros a bordo, mas ninguém se feriu.[129]
- 19 de janeiro de 2015 – Um Embraer 195 que partiu do Aeroporto Internacional de Confins em Belo Horizonte, com destino ao Aeroporto Internacional Salgado Filho em Porto Alegre, teve que mudar sua rota e pousar na Base Aérea de Canoas, pois houve um problema nos freios e no flap da asa direita da aeronave. A decisão de pousar em Canoas foi porque a pista da base aérea é 500 metros maior do que a pista em Porto Alegre, além de o tráfego ser bem menor em Canoas. Não houve feridos.[130]
- 9 de agosto de 2015 – Um ATR-72 fazendo o voo AD4986 entre Curitiba e Passo Fundo, teve de voltar para a origem após reporte de problemas em um dos motores. Procedimentos de emergência foram acionados pois havia suspeita de incêndio em um dos motores. Não houve feridos.[131]
- 3 de novembro de 2016 – Um ATR-72 fazendo o voo 2533, que transportava cerca de 40 passageiros entre Ipatinga e Belo-Horizonte-Confins, entrou em pane após a decolagem e um dos motores parar de funcionar. A aeronave iniciou então procedimentos para retornar para Ipatinga e sobrevoou a região em círculos por cerca de uma hora. Equipes do Corpo de Bombeiros e da Polícia Militar ficaram de prontidão na pista do aeroporto, mas o pouso de emergência ocorreu normalmente,[132][133] apesar de um passageiro ter necessitado de atendimento médico após uma crise nervosa.[134]
- 16 de janeiro de 2019 – Um ATR 72-212A (série 600), matrícula PR-AQQ, cumprindo o voo 2442, que transportava 74 pessoas entre passageiros e tripulantes, entre o Aeroporto de Viracopos e o Aeroporto de Londrina, pousou no destino com apenas um dos dois motores em funcionamento. O motor direito da aeronave foi desligado após o problema, e a tripulação solicitou pouso em emergência (mayday) às 15h23. Às 15h29, o pouso de emergência ocorreu normalmente.
- 20 de outubro de 2019 – um Airbus A320neo, matrícula PR-YRQ, realizava o voo AD6970, que iria do Aeroporto do Recife, ao Aeroporto de Viracopos. Ao pousar, a aeronave sofreu um Tailstrike. A cauda ficou danificada, entretanto ninguém se feriu.
- 3 de dezembro de 2019 – no decorrer do voo AD2709, que decolou do Recife, por volta das 9h para Fortaleza, os pilotos declararam emergência após detectar um problema técnico. A aeronave retornou ao Recife, cujo aeroporto foi fechado por 25 minutos, o que afetou 15 voos. A aeronave foi enviada para reparos logo depois.
- 20 de janeiro de 2021 – um Airbus A320neo, matrícula PR-YYC, realizando o voo AD4840 do Aeroporto de Jericoacoara até o Aeroporto de Viracopos em Campinas, teve problemas no motor N°1 (lado esquerdo), que levaram os pilotos a desligarem o motor e desviarem o voo para Salvador, ninguém ficou ferido.[135]
- 6 de agosto de 2021 – Um Embraer E195-E2, matrícula PR-PJN, do voo AD-2860, que decolou do Aeroporto de Viracopos (Campinas) ao Aeroporto de Caxias do Sul; ao pousar sofreu um Tailstrike, causando pequenos danos. A aeronave foi enviada para reparos logo após o acontecimento, ninguém ficou ferido.
- 3 de janeiro de 2022 – Um Airbus A320neo,matrícula PR-YRV realizando o voo AD-9187, que decolou do Aeroporto de Jericoacoara com destino o Aeroporto de Congonhas (São Paulo) por volta de 6:00 horas da manhã, a cerca de 6 mil pés de altitude, quando a trajetória foi desviada para o Aeroporto de Campinas por slat fail.[136]
- 22 de novembro de 2023 – Um ATR 72-600, matrícula PR-AKO realizando o voo AD-2737, que decolou do Aeroporto Internacional de Aracaju (AJU), com destino ao Aeroporto Internacional do Recife-Guararapes (REC); ao pousar sofreu um Tailstrike, causando pequenos danos estruturais a cauda: A aeronave foi desativada para manutenção logo após o acontecimento, não houve feridos.[137]